# RV Tauri-variabel
RV Tauri-variabler är ljusstarka variabla stjärnor som har tydliga variationer i magnitud med alternerande djupa och grunda minima.

## Historia och upptäckt
Den tyske astronomen Friedrich Wilhelm Argelander observerade R Scutis tydliga variationer i ljusstyrkan från 1840 till 1850. R Sagittae noterades som variabel 1859, men det var först efter den ryska astronomen Lidiya Tseraskayas upptäckt i Ryssland 1905, som klassen av variabeln erkändes som distinkt.
Tre spektroskopiska grupper identifierades:
- A, GK-typ med spektra entydigt av typ G eller K.
- B, Fp (R), spektra är inkonsekvent, med funktioner i F, G, och senare klasser som hittas tillsammans, plus kol (klass R).
- C, Fp, speciella spektra med allmänt svaga absorptionslinjer och utan starka band av kol.

RV Tauri-stjärnor klassificeras vidare i två fotometriska deltyper baserat på deras ljuskurvor:
- Rva, som är RV Tauri-variabler, som inte varierar i genomsnittlig magnitud.
- RVb, som är RV Tauri-variabler, som visar periodiska variationer i dess genomsnittliga magnitud, så att deras maxima och minima ändras inom en period på 600 till 1 500 dygn.

De fotometriska undertyperna får inte förväxlas med de spektroskopiska som använder stora bokstäver, ofta bifogade till RV som RVA, RVB eller RVC. The General Catalogue of Variable Stars använder akronymer som består av stora bokstäver för att identifiera variabilitetstyper och använder sålunda RVA och RVB för att referera till de två fotometriska undertyperna.

## Egenskaper
RV Tau-variabler visar förändringar i magnitud som är bundna till radiella pulseringar på deras yta. Deras förändringar i magnitud är också samordnade med förändringar i deras spektraltyp. När stjärnorna är ljusast har de spektraltyp F eller G, medan de svagaste ändras till spektraltyp K eller M. Skillnaden mellan högsta och lägsta ljusstyrka kan vara så mycket som fyra enheter i magnitud. Perioden för ljusstyrkefluktuationer från ett minima till nästa är vanligtvis omkring 30 till 150 dygn och visar växlande primära och sekundära minima, som kan förändras i förhållande till varandra. Även om den ungefärliga uppdelningen mellan W Virginis-variabler och RV Tau-variabler ligger vid en grundläggande pulseringsperiod på 20 dygn, beskrivs RV Tau-variabler typiskt med period på 40-150 dygn.
Pulseringarna gör att stjärnan är hetast och minst ungefär halvvägs från det primära läget till ett maximum. De lägsta temperaturerna nås nära ett djupt minimum. När ljusstyrkan ökar uppträder emissionslinjer av väte i spektret och många spektrallinjer dubbleras på grund av en chockvåg i atmosfären. Emissionslinjerna bleknar några dygn efter maximal ljusstyrka.
Prototypen för dessa variabler, RV Tauri, är en RVb-typvariabel som varierar mellan skenbar magnitud +9,8 och +13,3 med en formell period på 78,7 dygn. Klassens ljusaste medlem, R Scuti, är av RVa-typ, med en skenbar magnitud som varierar från 4,6 till 8,9 och har en formell period på 146,5 dygn. AC Herculis är ett annat exempel på en variabel RVa-typ.
Ljusstyrkan hos RV Tau-variabler är typiskt några tusen gånger solens, vilket placerar dem vid övre änden av W Virginis instabilitetsband. Därför betraktas RV Tau-variabler tillsammans med W Virginis-variabler ibland som en underklass av Cepheider av spektraltyp II. De uppvisar samband mellan period, massa och ljusstyrka, men inte med samma precisionen som mer konventionella Cepheid-variabler. Även om spektra ser ut som för superjättar, vanligtvis typ Ib, ibland typ Ia, är den faktiska ljusstyrkan bara några tusen gånger solens. Detta beror på mycket låg ytgravitation hos pulserande, förtunnade stjärnor med liten massa.

## Utveckling

Utvecklingsspåret av en stjärna, med massa och metallicitet liknande solens, från huvudserie till post-AGB.

RV Tauri-variabler är mycket ljusstarka och ges vanligtvis spektralklass som superjätte. De är emellertid objekt med relativt liten massa, inte unga massiva stjärnor. De anses vara stjärnor som till en början liknade solen och sedan har nu utvecklats till slutet av asymptotiska jättegrenen(AGB). Sena AGB-stjärnor blir alltmer instabila, visar stora amplitudvariationer såsom Mira-variabler, upplever termiska pulser som inre väte- och heliumutbrott alternativt smälter samman och snabbt förlorar massa. Så småningom kommer väteskalet att vara för nära ytan och kan inte utlösa ytterligare pulser från det djupare heliumskalet och det heta inre börjar uppenbaras genom förlusten av de yttre skikten. Dessa objekt som passerat AGB börjar hettas upp, på väg mot att bli en vit dvärg och eventuellt en planetarisk nebulosa.
När en sådan stjärna värms upp kommer den att passera instabilitetsbandet och pulsera på samma sätt som en vanlig Cepheid-variabel. Dessa är teoretiskt RV Tauri-stjärnor. Sådana stjärnor är en grupp med ett klart metallunderskott eftersom det tar omkring 10 miljarder år för stjärnor med den massan att utvecklas efter AGB. Deras massa är nu mindre än en solmassa även för stjärnor som ursprungligen var av spektralklass B i huvudserien.

## Mest ljusstarka RV Tauri-variabler
Det finns drygt 100 kända RV Tauri stjärnor varav de ljusstarkaste listas nedan.
| Star   | Starkaste skenbara magnitud | Svagaste magnitud | Period (dygn)  | Avstånd (parsecs) | Luminositet solluminositeter | Radie solradier  | Effektiv temperatur (K) |
| ------ | --------------------------- | ----------------- | -------------- | ----------------- | ---------------------------- | ---------------- | ----------------------- |
| R Sct  | 4,2                         | 8,6               | 140,2          | 750±290           | 9,400±7,100                  |                  | 4,500                   |
| U Mon  | 5,1                         | 92,26             | 1,111+137 −102 | 5,480+1,764 −882  | 100.3+18.9 −13.2             | 5 000            |                         |
| AC Her | 6,4                         | 8,7               | 75,4619        | 1,276+49 −44      | 2,475+183 −209               | 47.1+4.7 −4.1    | 5 900                   |
| V Vul  | 8,1                         | 9,4               | 75,72          | 1,854+160 −140    | 2,169+504 −315               | 77.9+13.0 −10.1  | 4 500                   |
| AR Sgr | 8,1                         | 12,5              | 87,87          |                   |                              |                  |                         |
| SS Gem | 8,3                         | 9,7               | 89,31          | 3,423+836 −488    | 17,680+12,800 −6,400         | 150.6+41.7 −34.8 | 5 600                   |
| R Sge  | 8,5                         | 10,5              | 70,594         | 2,475+353 −229    | 2,329+744 −638               | 61.2+12.4 −9.9   | 5 100                   |
| AI Sco | 8,5                         | 11,7              | 71,0           |                   |                              |                  |                         |
| TX Oph | 8,8                         | 11,1              | 135            |                   |                              |                  |                         |
| RV Tau | 8,8                         | 12,3              | 76,698         | 1,460+153 −117    | 2,453+605 −403               | 83.4+12.8 −12.8  | 4 500                   |
| SX Cen | 9,1                         | 12,4              | 32,967         | 4,429+1,071 −605  | 3,684+2,315 −842             | 61.1+14.7 −9.8   | 6 000                   |
| UZ Oph | 9,2                         | 11,8              | 87,44          |                   |                              |                  |                         |
| TW Cam | 9,4                         | 10,5              | 85,6           | 2 700 ± 260       | 3 000 ± 600                  |                  | 4 700                   |
| TT Oph | 9,4                         | 11,2              | 61,08          | 2,535+221 −172    | 714+131 −102                 | 38.5+5.4 −4.5    | 5 000                   |
| UY CMa | 9,8                         | 11,8              | 113,9          | 8 400 ± 3 100     | 4 500 ± 3 300                |                  | 5,500                   |
| DF Cyg | 9,8                         | 14,2              | 49,8080        | 2,737+240 −186    | 815+155 −116                 | 39.9+6.4 −4.5    | 4 840                   |
| CT Ori | 9,9                         | 11,2              | 135,52         |                   |                              |                  |                         |
| SU Gem | 9,9                         | 12,2              | 50,12          | 2 110 ± 660       | 1 200 ± 770                  |                  | 5 750                   |
| HP Lyr | 10,2                        | 10,8              | 70,4           | 6 700 ± 380       | 3 900 ± 400                  |                  | 5 900                   |
| Z Aps  | 10,7                        | 12,7              | 37,89          |                   |                              |                  |                         |

a. R Sct kan vara mindre ljusstark än vad som anges i tabellen. Den kan vara en termisk pulserande AGB-stjärna, observerad i en heliumfusionsfas i stället för en post-AGB-stjärna.
b. SS Gem tillhör sannolikt en Cepheid I-klassen.
c. Avståndsuppskattning för TW Cam kan vara för stor.